# Spainsat
El Spainsat és un satèl·lit de comunicacions espanyol, destinat a comunicacions militars i governamentals, que permet les telecomunicacions entre les diferents missions de les Forces Armades Espanyoles a l'estranger. Dona cobertura sobre una àmplia zona que va des dels Estats Units fins a Sud-amèrica, passant per Àfrica, Europa i Orient Mitjà.
El satèl·lit pertany a Hisdesat (Hispasat (43%), Enginyeria i Serveis Aeroespacials (del Ministeri de Defensa i ara part d'ISDEFE, 30%), EADS Casa (ara Airbus Group, 15%), Indra Espacio (7%) i SENER (5%), sent la seva inversió inicial de 415 milions d'euros. Ha estat construït per Space Systems Loral a Califòrnia (Estats Units), esperant-se una vida útil d'almenys 15 anys. La seva massa a l'enlairament era d'uns 3.700 quilograms. Està equipat amb transponedors en banda X, i un en banda K militar. Està situat en una òrbita geoestacionària a 36.000 quilòmetres de altitud i a 30 graus oest sobre l'oceà Atlàntic.
El satèl·lit dona cobertura a labors humanitàries, seguretat i intel·ligència, operacions militars, enviament d'imatges, serveis a ambaixades i comunicacions governamentals d'Espanya.

## Llançament
El satèl·lit va ser llançat l'11 de març de 2006 a les 22:33 GMT des de la base aèria de Kourou, a la Guaiana Francesa per un coet Ariane 5 ECA de l'empresa Arianespace.